# Place André-Maginot
La place André-Maginot est une place sise au centre de la ville de Nancy, dans le département de Meurthe-et-Moselle, en région Lorraine.

## Situation et accès
La place André-Maginot arborée et aménagée pour les piétons, est placée au sein de la Ville-neuve, entre la gare et la rue Saint-Jean, et appartient administrativement au quartier Charles III - Centre Ville.
Débouchent sur cette place :
- rue Chanzy
- rue Saint-Jean
- rue Léopold-Lallement
- rue Pierre-Semard
- avenue Foch
- rue Victor-Poirel

## Origine du nom
Son nom lui a été donné en l'honneur d'André Maginot (1877-1932), homme politique français connu pour avoir permis la création de la Ligne Maginot.

## Historique
La place s'appelait auparavant la « place Saint-Jean », elle comportait une porte détruite en 1874, la porte Saint-Jean.
De nouveaux immeubles sont alors construit dont certains sont de beaux exemples de l'Art 1900 à Nancy. Elle est dénommée en 1940.

## Bâtiments remarquables et lieux de mémoire
La place comporte
- Une statue de Paul Dubois, Le Souvenir.
- Au no 9 de la rue Chanzy, l'ancienne banque Charles Renauld devenue Banque Nationale de Paris, construite en 1910 par Emile André.
- L'hôtel Lang (siège historique de la banque SNVB, aujourd'hui CIC), partiellement inscrit au titre des monuments historiques par un arrêté 4 mai 1994[2].
- le temple protestant de Nancy[3], classé monument historique par arrêté du 28 août 1919[4].
- la maison Houot.
- les magasins Fnac et Printemps (anciens Magasins réunis).

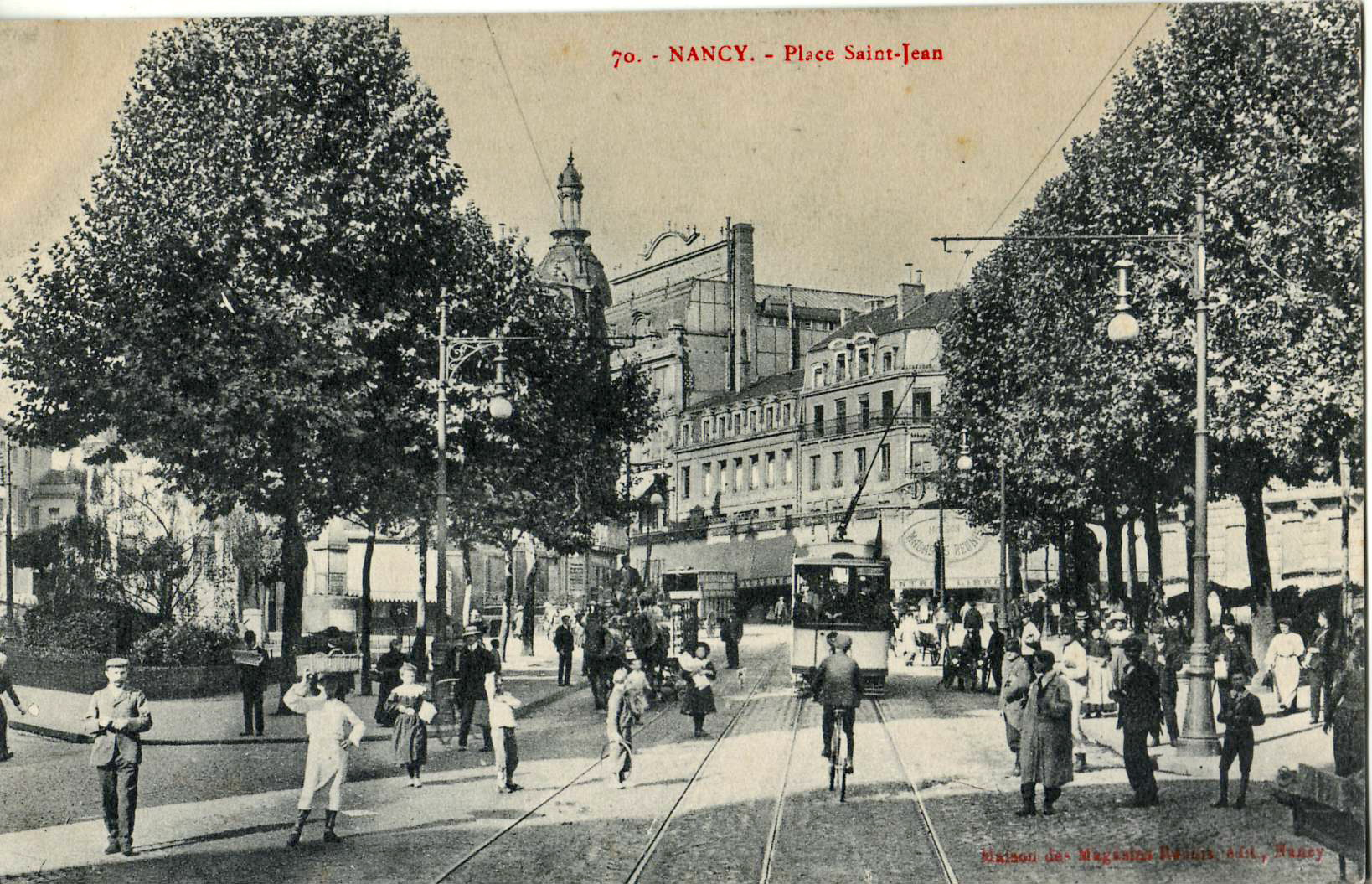
La place dans les années 1910
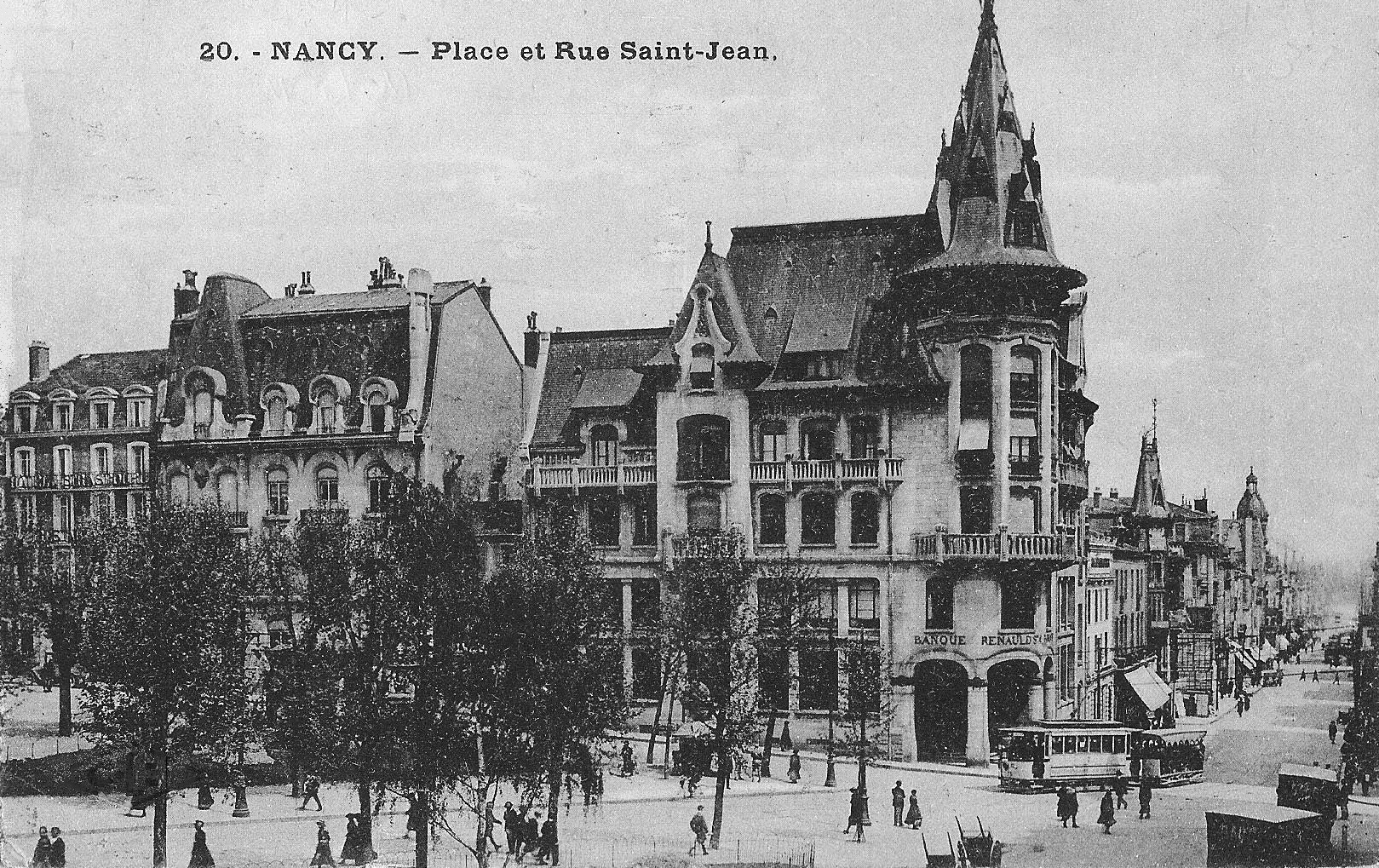
Banque Charles Renauld, à l'angle de la rue Saint-Jean, datant du début du XXe siècle.
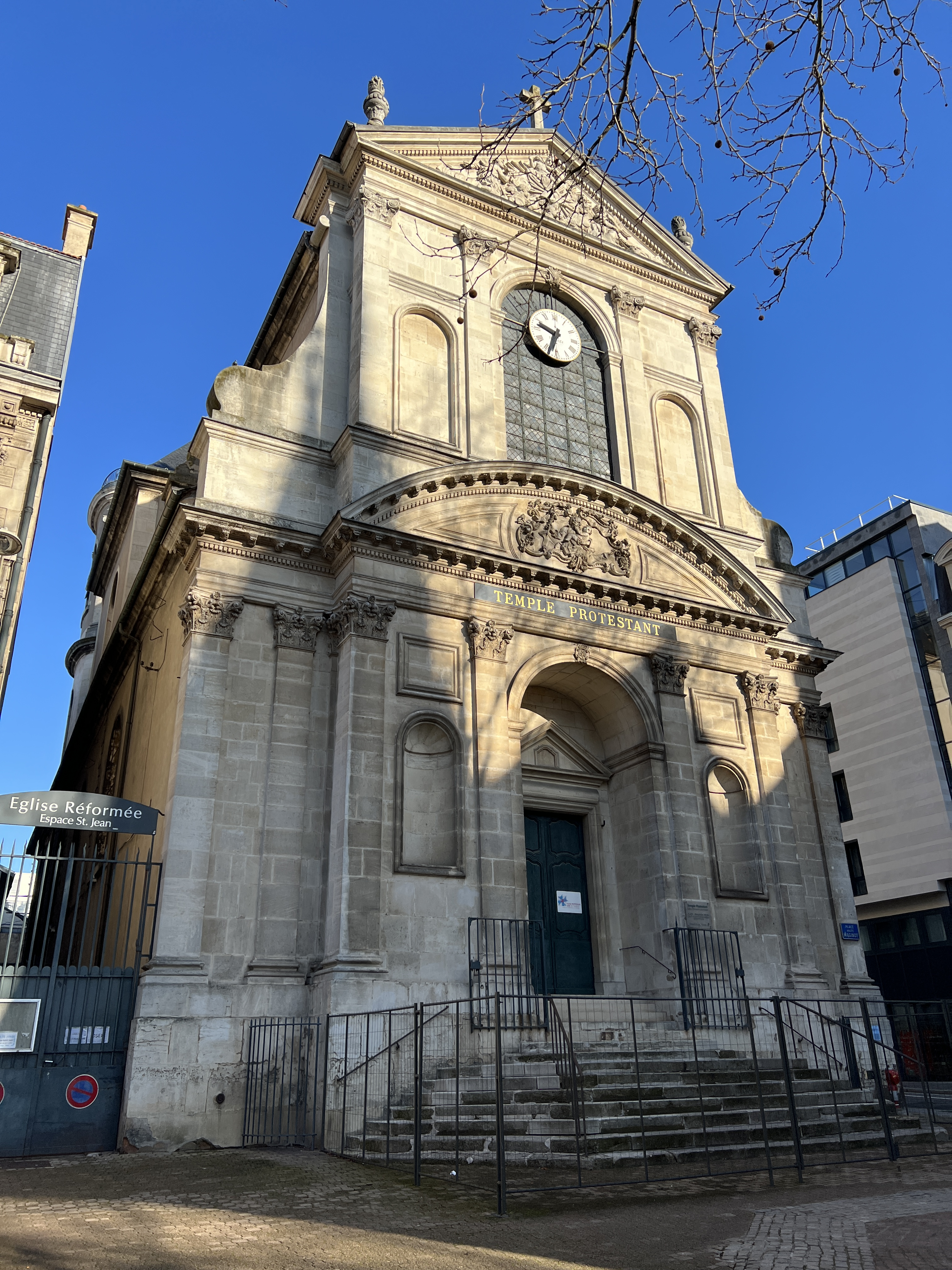
Temple protestant.
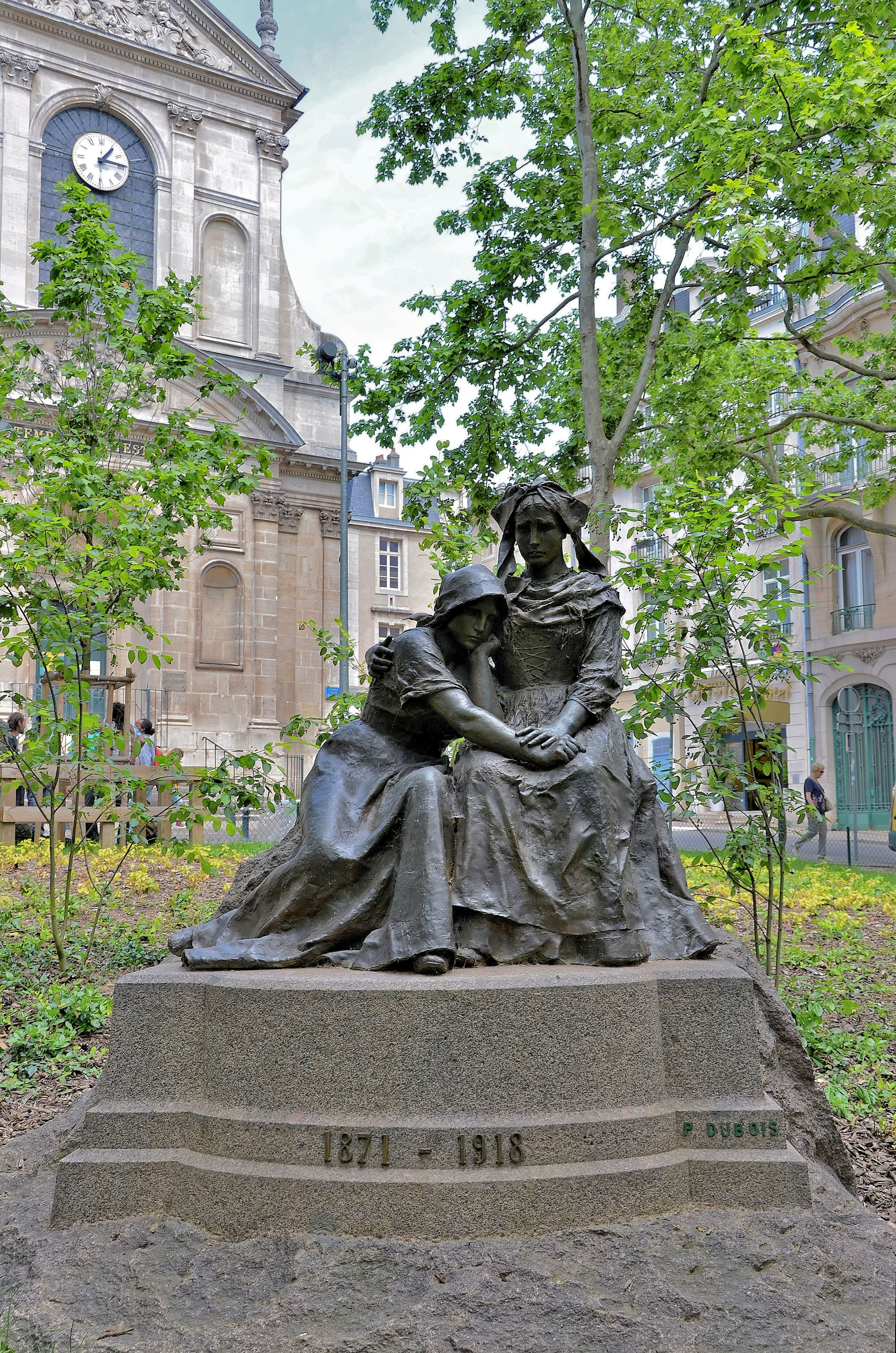
Monument Le Souvenir.